# Halic (Beco)
Halic ist eine osttimoresische Aldeia im Suco Beco (Verwaltungsamt Suai, Gemeinde Cova Lima). 2015 lebten in der Aldeia 155 Menschen.

## Geographie und Einrichtungen
Halic liegt im Südosten des Sucos Beco. Westlich befindet sich die Aldeia Zuwac und nördlich die Aldeias Maucola und Bibiatan. Im Osten grenzt Halic mit dem Fluss Loumea an den Suco Tashilin des Verwaltungsamtes Zumalai.
Im Norden befindet sich am Ufer des Loumeas das Dorf Halic. Eine Straße verbindet den Ort mit Beco, dem Hauptort des Sucos. In Halic gibt es eine Grundschule, die Kapelle Halaic und die Kapelle St. Antoni Culuan.

## Geschichte
Auch in Halic gab es Schäden durch die Überschwemmungskatastrophe 2021. 45 Familien in Halic waren betroffen und eine Brücke stürzte ein.